# Liste der Monuments historiques in Saint-Germainmont
Die Liste der Monuments historiques in Saint-Germainmont führt die Monuments historiques in der französischen Gemeinde Saint-Germainmont auf.

## Liste der Objekte
| Bezeichnung                                | Beschreibung                                                                                       | Standort                        | Kennzeichnung | Schutzstatus    | Datum     | Bild |
| ------------------------------------------ | -------------------------------------------------------------------------------------------------- | ------------------------------- | ------------- | --------------- | --------- | ---- |
| Relief Pietà                               | Stein, bezeichnet 1519; während des Ersten Weltkriegs zerstört                                     | in der Kirche St-Germain (Lage) | PM08000661    | Classé gelöscht | 1908 1945 |      |
| Gemälde Kreuzabnahme                       | Ölfarbe auf Leinwand, 18. Jahrhundert, von Jacques Wilbaut; während des Ersten Weltkriegs zerstört | in der Kirche St-Germain (Lage) | PM08000662    | Classé gelöscht | 1908 1945 |      |
| Skulptur Madonna mit Kind und Stifterfigur | Stein, bezeichnet 1581; während des Zweiten Weltkriegs zerstört                                    | in der Kirche St-Germain (Lage) | PM08000663    | Classé gelöscht | 1933 1945 |      |